# André Pioger
André Jean Baptiste Pioger, né le 14 mai 1897 à Alençon, décédé le 22 avril 1981 à Sées, est un ecclésiastique catholique français, quatre-vingtième évêque de Séez de 1961 à 1971.

## Biographie
Fils d'un fabricant de dentelles originaire de la Sarthe, il est très tôt orphelin de père, dès l'âge de deux ans et demi. Il fait ses études secondaires au collège Saint-François de Sales d'Alençon puis entre en 1914 au grand séminaire de Sées.
Mobilisé en 1916, il revient du front en 1918 avec une croix de guerre et le grade de sous-lieutenant d'infanterie. Il est ordonné prêtre au Mans le 17 décembre 1921, puis retourne au collège Saint-François d'Alençon comme professeur de lettres. Il poursuit en parallèle des études universitaires, obtenant une licence de philosophie et un doctorat d'État ès lettres (en soutenant une thèse sur saint Jean Eudes, dont il tirera deux ouvrages publiés en 1940).
De nouveau mobilisé en 1939, il est blessé au combat mais échappe à la captivité et est évacué en zone Sud. Durant l'occupation, il noue des contacts avec la Résistance et fait partie en 1944 du Comité de libération de l'Orne. Cette même année, il est nommé supérieur du grand séminaire de Sées.
Il est nommé en 1955 évêque auxiliaire de Séez, et passera six années dans l'ombre de l'évêque Octave Pasquet, notoirement conservateur et autoritaire, avec lequel il fait contrepoint par la simplicité de ses manières et son goût du contact. Il succède à Octave Pasquet à la démission de ce dernier, en avril 1961.
La première partie du ministère d'André Pioger est dominée par sa participation aux quatre sessions du concile Vatican II. Dans le même temps il s'attache personnellement à simplifier le protocole épiscopal et à moderniser la pastorale dans son diocèse.

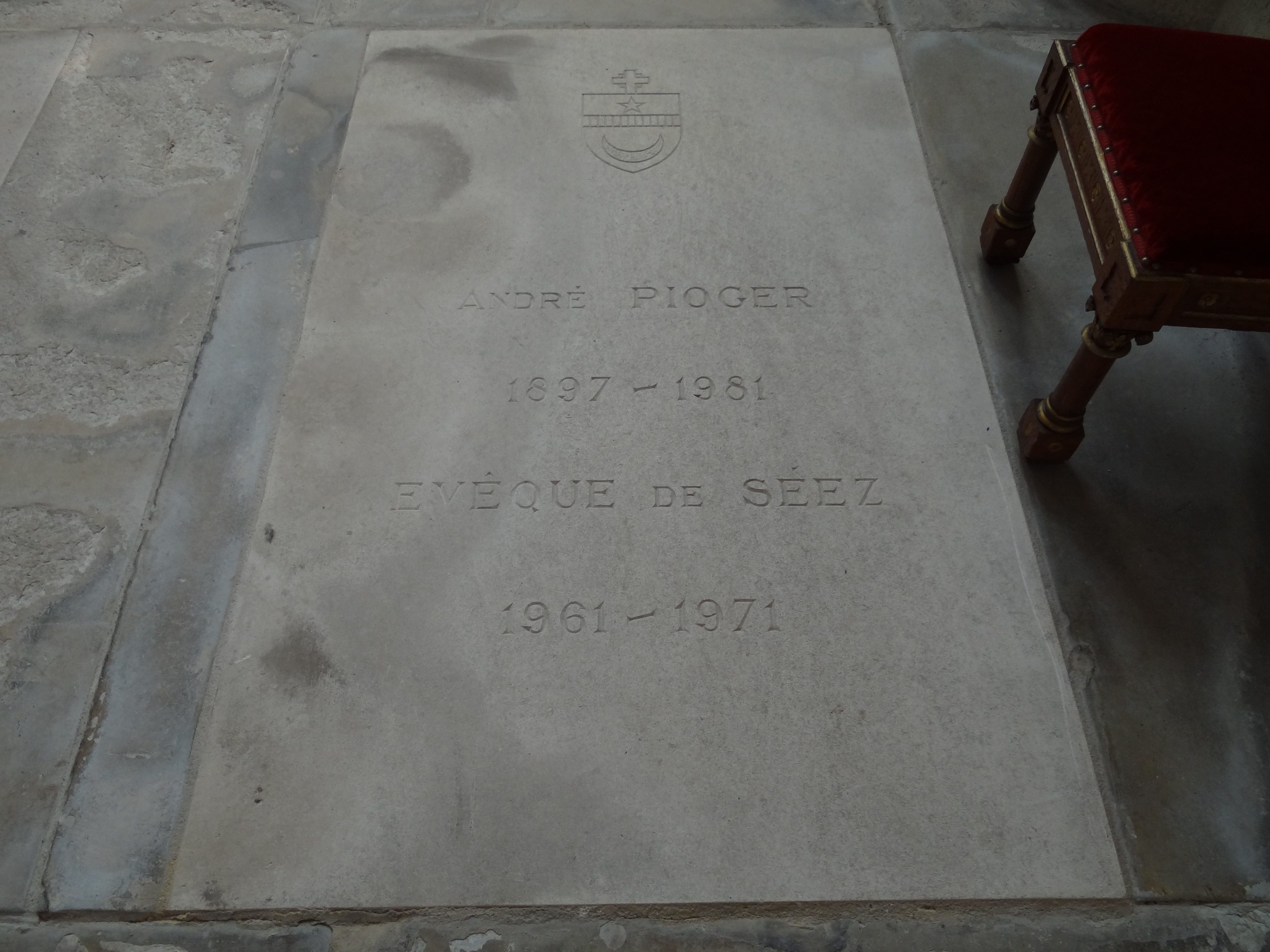
La tombe d'André Pioger dans la chapelle Sainte-Madeleine de la cathédrale de Sées.

Il démissionne de son ministère le 24 juillet 1971, se retire d'abord à Montligeon puis meurt à Sées le 22 avril 1981. Il est inhumé dans la chapelle Sainte Madeleine de la cathédrale de Sées.

## Œuvres
- Un Orateur de l'école française, saint Jean Eudes (1601-1680) - Paris, 1940, Bloud et Gay.
- Saint Jean Eudes d'après ses traités et sa correspondance - Essai de psychologie religieuse - Paris, 1940, Bloud et Gay, prix Juteau-Duvigneaux de l’Académie française en 1943.